# كارول ألونسو
كارول ألونسو (بالإنجليزية: Carol T. Alonso) هي عالمة نووية وفيزيائية أمريكية، ولدت في القرن العشرين.